# Чеченская письменность
Чече́нская пи́сьменность (чечен. Нохчийн йоза) — письменность, используемая для записи чеченского языка. За время своего существования функционировала на разных графических основах и неоднократно реформировалась. В настоящее время чеченская письменность функционирует на кириллице.
В истории чеченской письменности выделяются следующие этапы:
- с IX—XIV вв.[уточнить] предп. письменность на асомтаврули, нусхури (согласно чеченским исследователям Исаеву С. Х. и Ахмарову А. У.[1]) и, согласно О. Мудраку, частичные текста на основе рунического письма[2] (другие исследователи ставят под сомнение[3]);
- с XIX века[4] до 1925 года — письменность на основе арабского алфавита;
- 1862—1910-е годы — письменность на основе кириллицы (параллельно с арабской);
- 1925—1938 годы — письменность на латинской основе;
- с 1938 года — современная письменность на основе кириллицы;
- 1990-е годы — попытка создания письменности на латинской основе.

## Эпиграфические памятники средневековья

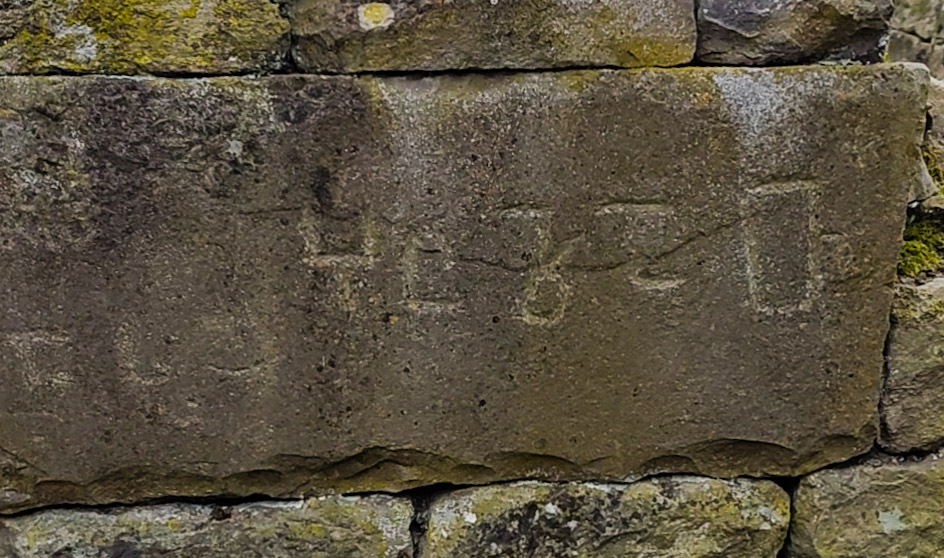
Общество Зумсой.
Согласно датировке чеченских исследователей С. Исаева и А. Ахмарова, надпись может относиться к X веку

По мнению ряда чеченских исследователей, а также О. Мудрака, отдельные письменные фиксации чеченского языка встречаются в Средние века. В Аргунском ущелье находится множество наскальных писем, записанных при помощи асомтаврули, насхури, мхедрули и других алфавитов, распространённых в средневековой Горной Чечне, чаще всего встречаются отдельные слова и имена. В селении Зумсой была найдена фраза (aႱa Ⴤc ႪႠႧ) букв. «Аса кх[а] ц[а] лат[и]». Исследователи АН ЧР С. Исаев и А. Ахмаров предлагают чтение на чеченском языке, как «Я очаг не развёл» либо «Я грех не совершил», и датируют надпись примерно X веком. Отмечается также то, что камень вкраплён в глухую жилую башню, говорящее о вторичном использовании, при том не по назначению. По преданиям, Зумсой был вновь возведён из комплекса, разрушенного нашествием Тамерлана в 1495 году. В селении Мулкой найдено слово (Ⴃoga) — Дога, которое так же датируется примерно X веком. В Цой-Педе (Малхиста) найдена фраза (ႵႭჄჁ) «К о кх ей», возм., — «Христос этих». В Терлое на башне высечено (Ⴇ Ⴀ Ⴋ Ⴐ) — «Тамр», от женского имени Тамро, Тамара. По легенде, в данной местности гостила грузинская царица Тамара.
На территории башенного комплекса Кирда-бов на камне в основании средней из трёх башен в 1910 году Иваненковым обнаружена надпись, которая считается, по мнению некоторых авторов, одной из ранних сохранившихся в Чеченской Республике эпиграфических памятников. Также надпись обнаружена и на склепе неподалёку от башен. В 2018 году были обнаружены 5 надписей, являющиеся эпиграфическими памятниками: Кештерой (Зумсой), Коштарой (Мулкой), Цой-Пхеде (Малхиста), Элд-Пха (Терлой).
В аланских городищах на Кавказе, а также на Восточно-Европейской равнине обнаружены тексты рунического письма на чеченском языке. В Маяцком городище (Воронежская область) выявлены многочисленные аланские тексты. Основная масса «рунических» надписей еврезийских степей (их географический ареал: на востоке — одиночные надписи бассейна реки Камы и Среднего Поволжья, на юге — истоки Кубани, в центре — бассейны рек Дон, Донец и частично среднее Поднепровье) написаны на осетинском языке, кроме того, по мнению О. Мудрака, были найдены также вкрапления на нахском языке
«Рунические письменности евразийских степей и интерпретации текстов рунических легенд "хазарских дирхемов". Выяснилось, что основная масса текстов написана на осетинском языке, кроме того, были обнаружены вкрапления на нахском языке».О. Мудрак
В частности на меловом блоке крепостной стены (Маяцкое-6) обнаружен текст, который О. Мудрак предлагает дешифровывать на основе чеченского языка: «Плохие лошади, широковатые, коре[настые] (как) чуч[ело]». Согласно Мудраку, среди надписей встречается слово lən (подкова). Комментируя дешифровку Мудрака И․ Пейрос отмечает: «Большую часть текстов О. А. Мудрак читает по-осетински, хотя для некоторых предлагаются нахские прочтения. Такая ситуация настораживает и явно требует эксплицитного объяснения».

## Алфавит на основе арабского

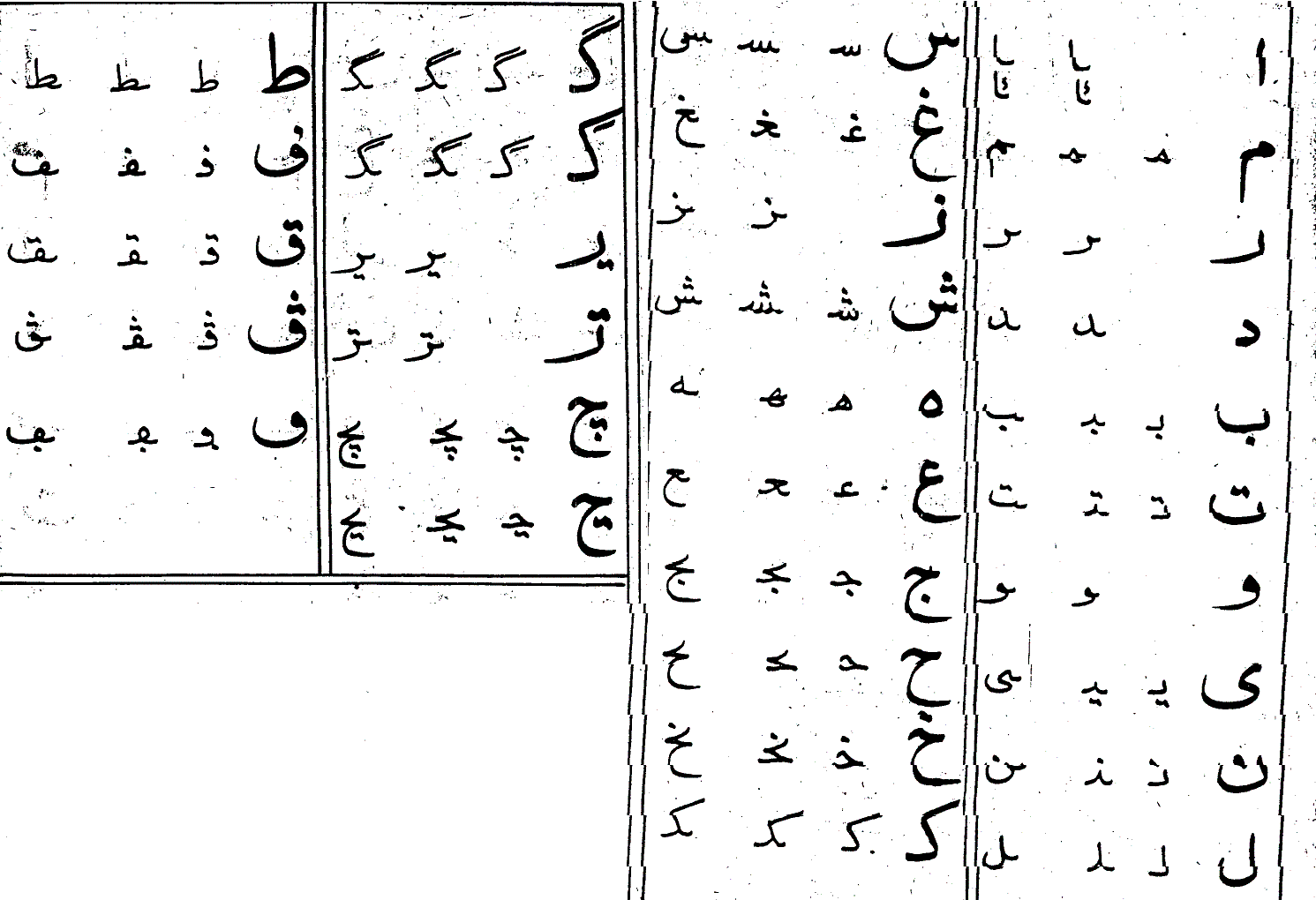
Чеченский алфавит на основе арабского из букваря 1925 года

В XVI веке в Чечню вместе с исламом проник арабский язык. Во время Кавказской войны были предприняты первые попытки приспособить арабское письмо под особенности чеченской фонетики, что было непростым делом из-за отсутствия в арабском письме букв для имеющихся в чеченском абруптивов и лабиализованных гласных.
Первоначально чеченский алфавит на основе арабского выглядел так:

ي ﻻ ه و ن م ل ك ق ڮ ڤ ف غ ع ظ ط ض ص ش س ز ر ذ د خ ح ج ث ت ب ا 
В 1910 году Сугаип Гайсумов реформировал чеченский арабский алфавит, приблизив его к нуждам чеченской фонетики. На этом алфавите в типографии Темир-Хан-Шуры начали печататься книги. Этот алфавит выглядел так:

ڥ ڤ ڭ ڮ ژ چ ي ه و ن م ل ك ق ف غ ع ظ ط ض ص ش س ر ذ د خ ح ج ث ت ب ا . Гласные звуки [а], [е] и [о] обозначались горизонтальной чертой над согласными.
В 1920 году был издан букварь за авторством А. Тугаева и Т. Эльдарханова. Этот букварь содержал алфавит С. Гайсумова с добавлением двух букв — څ для звука [чӀ] и ﭙ
 (даль с тремя точками под ней) для звука [цӀ]. Одновременно из алфавита были исключены буквы ض и ص, использовавшиеся только в арабских словах.
Наконец в 1922 году Шахаб Сугаипов ещё раз реформировал чеченский арабский алфавит, введя в него знаки для обозначения гласных и максимально приспособив его для нужд чеченской фонетики. Этот алфавит употреблялся во всех официальных сферах (образование, книгоиздание, документооборот) до 1925 года, хотя отдельные статьи в газете «Серло» печатались на нём до 1927 года. Последний вариант алфавита на арабской графической основе выглядел так:
| آ | ب | ﮃ | چ | د  | ه | ف | گ  | ﻫ | ع | اى | ى | ک | ڤ | ل | م | ن | او̃ | يۇ | ف |
| ر | س | ش | ت | او | ۇ | و | وو | خ | ح | ذ  | ج | ڥ | ࢰ | غ | ݗ | ڗ | ط  | ق  |   |

## Алфавит Услара

Чеченский алфавит Услара

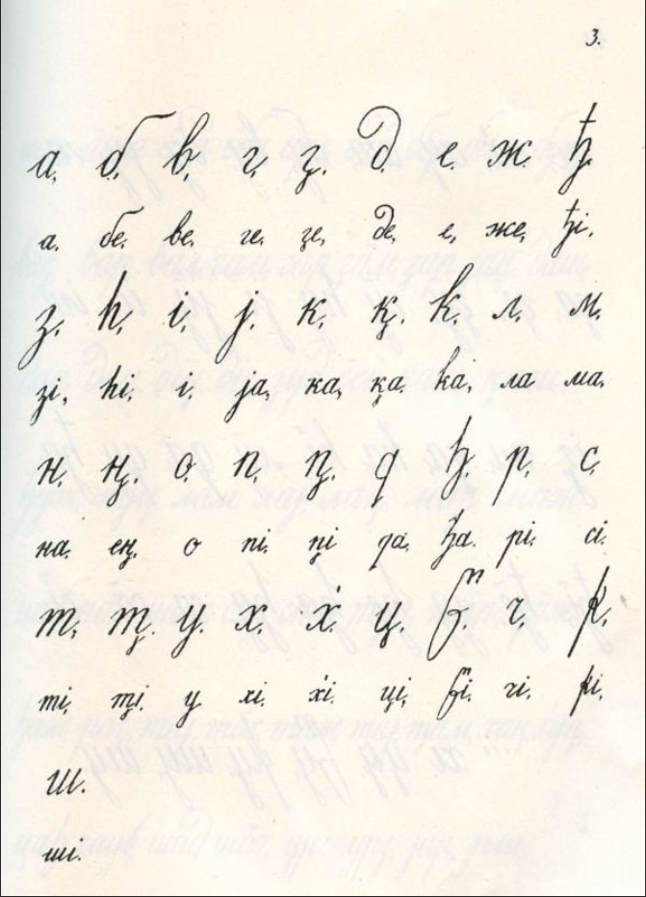
Чеченский алфавит 1862 года, автор Кеди Досов

Вскоре после присоединения Чечни к Российской империи изучением чеченского языка занялся барон П. К. Услар. Он составил первую грамматику чеченского языка, а в 1862 году вместе со своим помощником Кеди Досовым составил первый чеченский букварь «нахчујн ђуж ду һара». Алфавит этого издания базировался на кириллической основе, но также включал несколько латинских и грузинских букв. В 1866 году на этом алфавите вышел ещё один букварь за авторством И. Бартоломея.
Алфавит Услара был хорошо приспособлен к нуждам чеченской фонетики и использовался в светских школах Чечни, которых, однако, в то время было очень мало.
В 1908 году учителем Т. Эльдархановым был составлен, а в 1911 году издан новый чеченский букварь: «Чеченская азбука и первая книга для чтения». В этом издании он использовал алфавит Услара, в который были внесены несколько изменений. Так, он исключил из алфавита букву ђ, а грузинские буквы წ и ჭ заменил на ц̀ и ч̀ соответственно. После Октябрьской революции использование алфавита Услара было прекращено.

## Алфавит на основе латинской графики (1925—1938)

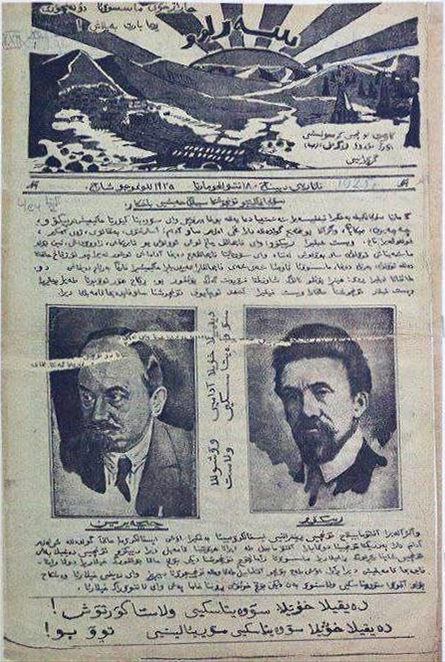
Серло (1925).

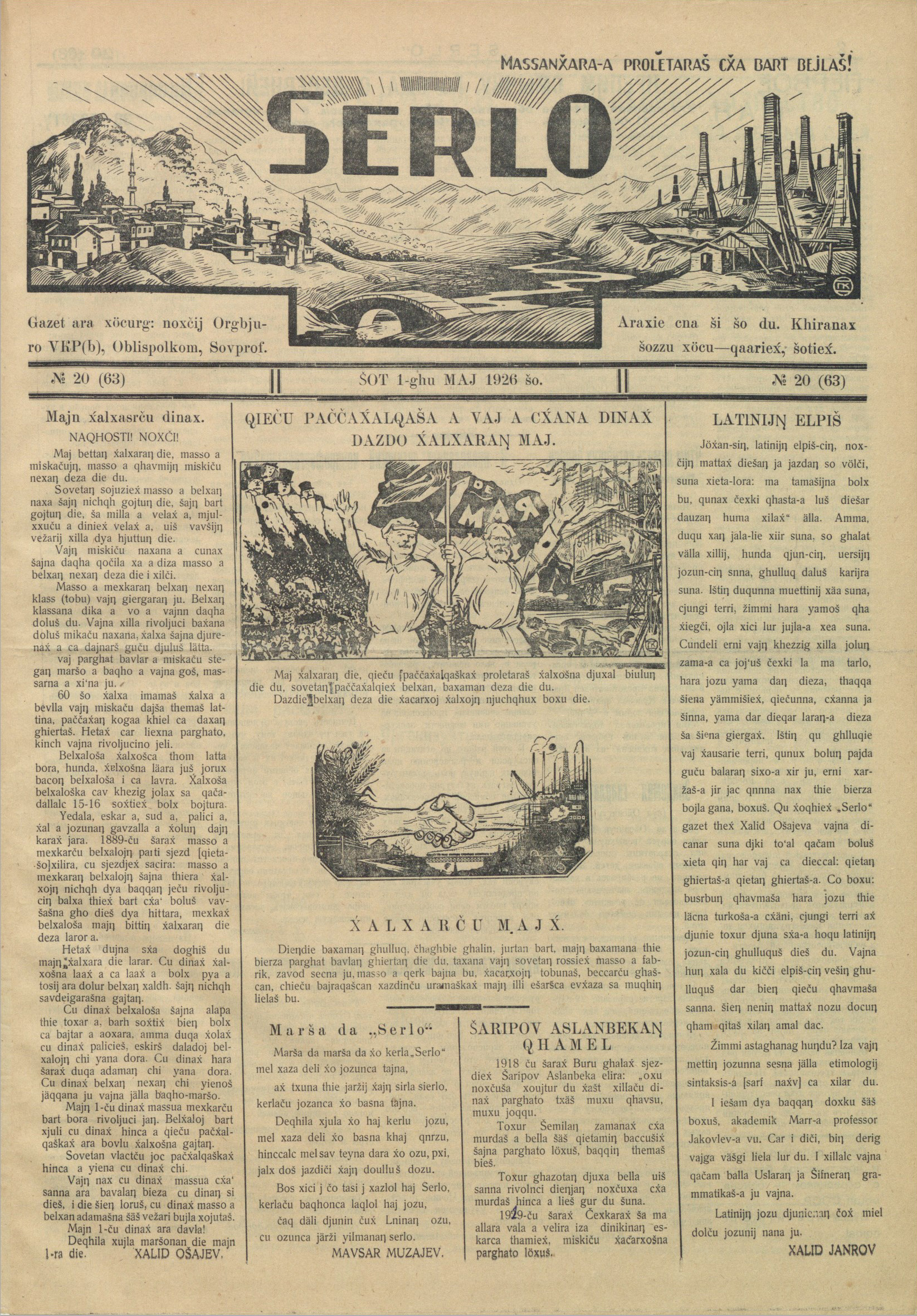
Газета «Serlo» 1926 год (чеченская латиница)

В начале 1920-х годов в СССР развернулась кампания по латинизации письменностей. Уже в 1920 году на I съезде горских просвещенцев в Пятигорске был предложен проект латинизированного чеченского алфавита, но тогда он был отвергнут сторонниками арабского письма. В 1923 году на латинский алфавит перешли ингуши, язык которых близок к чеченскому. Однако в Чечне латинизация встретила сопротивление со стороны духовенства и других сторонников арабского письма. Тем не менее в 1925 году был официально утверждён чеченский латинизированный алфавит, составленный Х. Д. Ошаевым. Этот алфавит имел следующий вид:
| A a | Ä ä   | B b | C c | Č č   | Ch ch | Čh čh | D d | E e | F f |
| G g | Gh gh | H h | I i | J j   | K k   | Kh kh | L l | M m | N n |
| Ŋ ŋ | O o   | Ö ö | P p | Ph ph | Q q   | Qh qh | R r | S s | Š š |
| T t | Th th | U u | Ü ü | V v   | X x   | X̌ x̌   | Y y | Z z | Ž ž |

Проект Н. Ф. Яковлева и Хаджиева: A a, Å å, B b, C c, Ch ch, D d, E e, F f, G g, Gh gh, Y y, X̌ x̌, I i, J j, K k, Kh kh, L l, M m, O o, Ö ö, P p, Ph ph, Q q, Qh qh, R r, S s, Š š, T t, Th th, V v, U u, Ü ü, X x, Ч ч, Z z, Ƶ ƶ, Ӡ ӡ.
Проект группы студентов КУТВ им. Сталина: a, b, c, d, e, g, h, i, j, k, l, m, n, o, p, q, r, s, t, u, x, y, z, ç, sh, zh (j), xh (h), oe, ae, ue, (ie).
11—17 июля 1928 года во Владикавказе прошла конференция по вопросу унификации чеченского и ингушского алфавитов. По итогам обсуждения было решено внести в чеченскую письменность ряд изменений: заменить букву X̌ x̌ на Ꜧ ꜧ, Ä ä на Ea ea, Ö ö на Eo eo, Ü ü на Eu eu, а также исключить из алфавита букву Ŋ ŋ.
Однако де-факто унификация чеченского и ингушского алфавитов прошла позднее, в 1934 году, к тому же в сокращённом варианте. Была лишь произведена замена X̌ x̌ на Ꜧ ꜧ и исключена Ŋ ŋ. В таком виде алфавит продолжал функционировать до 1938 года.

## Кириллический алфавит
В 1938 году в ходе процесса по переводу письменностей народов СССР на кириллицу Н. Ф. Яковлевым был составлен чеченский кириллический алфавит, функционирующий по настоящее время. Первоначально этот алфавит включал буквы А а, Аь аь, Б б, В в, Г г, ГӀ гӀ, Д д, Е е, Ж ж, З з, И и, Й й, К к, Кх кх, Къ къ, КӀ кӀ, Л л, М м, Н н, О о, Оь оь, П п, ПӀ пӀ, Р р, С с, Т т, ТӀ тӀ, У у, Уь уь, Ф ф, Х х, Хь хь, ХӀ хӀ, Ц ц, ЦӀ цӀ, Ч ч, ЧӀ чӀ, Ш ш, Щ щ, Ъ ъ, Ы ы, Ь ь, Э э, Ю ю, Юь юь, Я я, Яь яь, Ӏ. Позднее в алфавит была добавлена буква Ё ё.
К началу XXI века, по утверждению специалистов, чеченский алфавит достаточно хорошо отражал фонетическую структуру чеченского языка, но вместе с тем был не лишён ряда недостатков. Так, некоторые специалисты предлагали исключить из чеченского алфавита буквы е, ё, ю, юь, я, яь и заменить их на йэ, йо, йу, йуь, йа, йаь соответственно. Также поступали предложения по исключению из алфавита букв ф, щ. Ещё одним предлагаемым усовершенствованием является обозначение на письме долгих гласных, которое возможно реализовать либо через удвоение буквы, либо путём простановки макрона над ней.
В 2020 году подготовлен новый орфографический свод правил чеченского языка. В нём, в частности, буквы «я», «яь» «ю», «юь» заменяются на «йа», «йаь», «йу» и «йуь», кроме заимствованных слов и имён. Таким образом, буквы Юь юь и Яь яь были исключены из чеченского алфавита, обновленные правила орфографии чеченского языка вступили в силу с 1 января 2022 года.
В результате современный чеченский алфавит имеет следующий вид:
| А а | Аь аь | Б б   | В в   | Г г   | ГӀ гӀ | Д д   | Е е   | Ё ё | Ж ж   |
| З з | И и   | Й й   | К к   | Кх кх | Къ къ | КӀ кӀ | Л л   | М м | Н н   |
| О о | Оь оь | П п   | ПӀ пӀ | Р р   | С с   | Т т   | ТӀ тӀ | У у | Уь уь |
| Ф ф | Х х   | Хь хь | ХӀ хӀ | Ц ц   | ЦӀ цӀ | Ч ч   | ЧӀ чӀ | Ш ш | Щ щ   |
| Ъ ъ | Ы ы   | Ь ь   | Э э   | Ю ю   | Я я   | Ӏ ӏ   |       |     |       |

## Алфавит на основе латинской графики (1991)

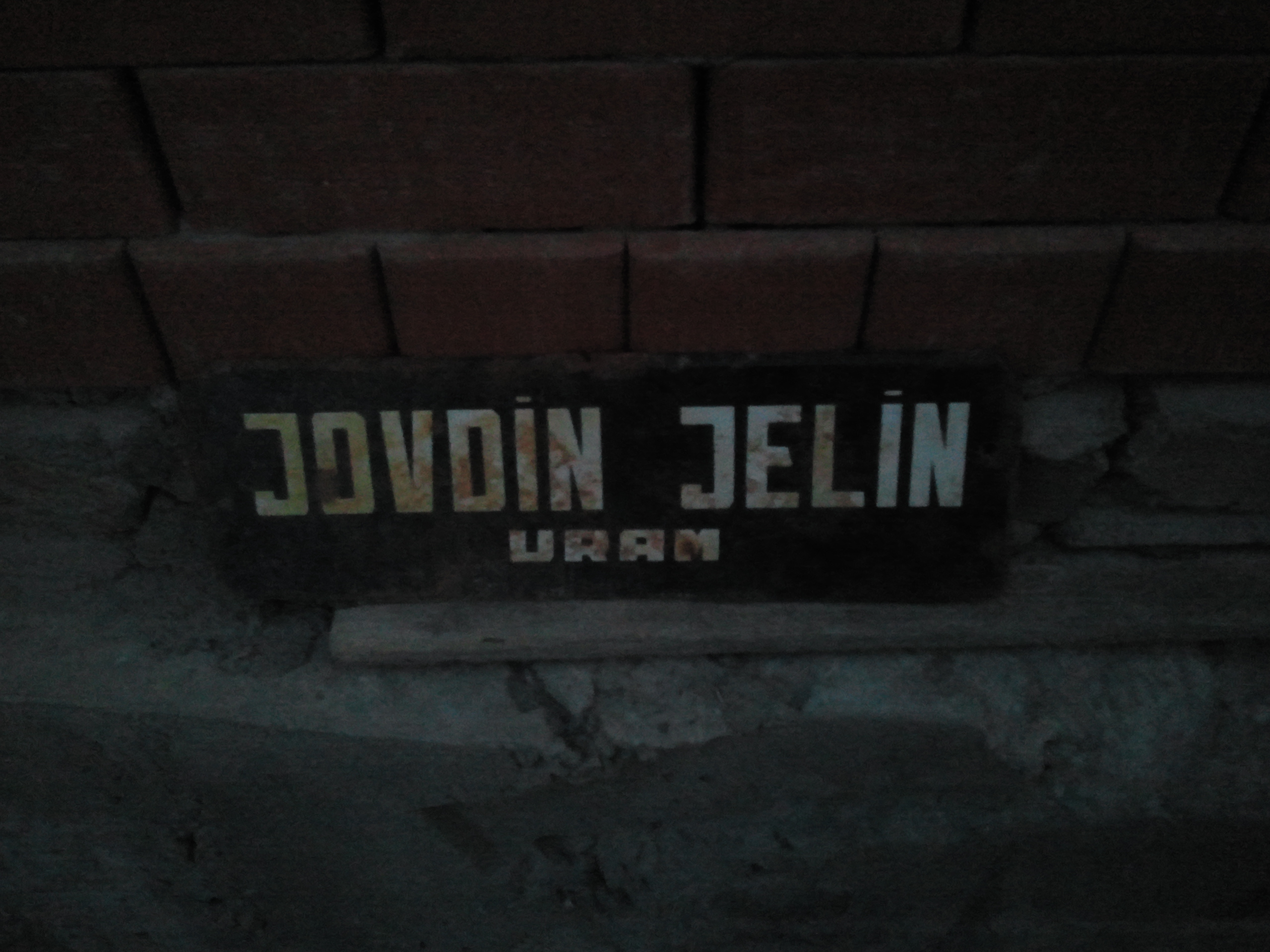
Название одной из улиц с. Цоци-Юрт на чеченском языке латиницей, 1992 год

1 ноября 1991 года в одностороннем порядке была провозглашена независимость Чеченской Республики Ичкерия. На следующий день парламент ЧРИ принял закон «О возврате чеченскому народу латинской графики». Новый латинизированный алфавит, разработанный К. З. Чокаевым и З. У. Хамидовой, не прошёл экспертизы ни в одном научном учреждении. Многие чеченские специалисты (например, Ю. Д. Дешериев) возражали против его внедрения. По факту использование нового алфавита ограничилось созданием официальных вывесок и бланков; во всех остальных сферах продолжал использоваться кириллический алфавит. После восстановления Россией контроля над Чечнёй в 2000 году использование латинизированного алфавита было прекращено.
Латинизированный чеченский алфавит 1990-х годов имел следующий вид:
| A a | Ä ä | B b | C c | Ċ ċ | Ç ç   | Ç̇ ç̇ | D d   | E e | F f | G g   |
| Ġ ġ | H h | X x | Ẋ ẋ | I i | Ƶ ƶ   | K k | Kh kh | Q q | Q̇ q̇ | L l   |
| M m | N n | O o | Ö ö | P p | Ph ph | R r | S s   | Ş ş | T t | Th th |
| U u | Ü ü | V v | Y y | Z z | J j   | Ə ə | Ŋ ŋ   |     |     |       |

Данный алфавит используется в разговорнике и грамматике чеченского языка, которые составил Николас Од (Awde, Nicholas and Muhammad Galaev (1996) Chechen Dictionary and Phrasebook), а также в словаре, выпущенном в Анкаре в 2003 году.
В 2011 году во Франции сторонниками ЧРИ был составлен новый вариант чеченского латинизированного алфавита. На нём был выпущен букварь и подготовлены другие издания. Алфавит имеет следующий состав: A a, Ae ae, B b, C c, C' c', Ch ch, Ch' ch', D d, E e, F f, G g, Gh gh, H h, ', I i, J j, K k, K' k', L l, M m, N n, O o, Oe oe, P p, P' p', Q q, Qh qh, R r, S s, Sh sh, T t, T' t', U u, Ue ue, V v, W w, X x, Y y, Z z, Zh zh.

## Таблица соответствия алфавитов
| Современная кириллица | Название буквы | Латиница 1992—2000 | Латиница 1925—1938 | Арабица 1922—1925 | Кириллица Услара | МФА                   |
| --------------------- | -------------- | ------------------ | ------------------ | ----------------- | ---------------- | --------------------- |
| А а                   | а              | A a, Ə ə           | A a                | آ                 | а                | /ɑ/, /ɑː/             |
| Аь аь                 | аь             | Ä ä                | Ä ä                | ا                 |                  | /æ/, /æː/             |
| Б б                   | бэ             | B b                | B b                | ب                 | б                | /b/                   |
| В в                   | вэ             | V v                | V v                | و                 | в                | /v/                   |
| Г г                   | гэ             | G g                | G g                | گ                 | г                | /g/                   |
| ГӀ гӀ                 | гӀа            | Ġ ġ                | Gh gh              | غ                 | г̧                | /ɣ/                   |
| Д д                   | дэ             | D d                | D d                | د                 | д                | /d/                   |
| Е е                   | е              | E e, Ie ie, Ye ye  | E e, Je je         | ە                 | е                | /e/, /ɛː/, /je/, /ie/ |
| Ё ё                   | ё              | Yo yo              |                    |                   |                  | /jo/                  |
| Ж ж                   | жэ             | Ƶ ƶ                | Ž ž                | ج                 | ж                | /ʒ/, /dʒ/             |
| З з                   | зэ             | Z z                | Z z                | ز                 | з                | /z/, /dz/             |
| И и                   | и              | I i                | I i                | اى                | і                | /i/                   |
| Й й                   | доца и         | Y y                | J j                | ی                 | ј                | /j/                   |
| К к                   | ка             | K k                | K k                | ک                 | к                | /k/                   |
| Кх кх                 | кха            | Q q                | Q q                | ڤ                 | k                | /q/                   |
| Къ къ                 | къа            | Q̇ q̇                | Qh qh              | ق                 | q                | /qʼ/                  |
| КӀ кӀ                 | кӀа            | Kh kh              | Kh kh              | ࢰ                 | к̧                | /kʼ/                  |
| Л л                   | эл             | L l                | L l                | ل                 | л                | /l/                   |
| М м                   | эм             | M m                | M m                | م                 | м                | /m/                   |
| Н н                   | эн             | N n, Ŋ ŋ           | N n, Ŋ ŋ           | ن                 | н, н̧             | /n/, /ŋ/              |
| О о                   | о              | O o, Uo uo         | O o                | او̃                | о                | /o/, /ɔː/, /wo/, /uo/ |
| Оь оь                 | оь             | Ö ö                | Ö ö                | يۇ                |                  | /ɥø/, /yø/            |
| П п                   | пэ             | P p                | P p                | ف                 | п                | /p/                   |
| ПӀ пӀ                 | пӀа            | Ph ph              | Ph ph              | ڥ                 | п̧                | /pʼ/                  |
| Р р                   | эр             | R r                | R r                | ر                 | р                | /r/                   |
| С с                   | эс             | S s                | S s                | س                 | с                | /s/                   |
| Т т                   | тэ             | T t                | T t                | ت                 | т                | /t/                   |
| ТӀ тӀ                 | тӀа            | Th th              | Th th              | ط                 | т̧                | /tʼ/                  |
| У у                   | у              | U u                | U u                | او                | у                | /u/                   |
| Уь уь                 | уь             | Ü ü                | Ü ü                | ۇ                 |                  | /y/                   |
| Ф ф                   | эф             | F f                | F f                | ف                 |                  | /f/                   |
| Х х                   | ха             | X x                | X x                | خ                 | х                | /x/                   |
| Хь хь                 | хьа            | Ẋ ẋ                | X̌ x̌ (Ꜧ ꜧ)          | ح                 | х̀                | /ħ/                   |
| ХӀ хӀ                 | хӀа            | H h                | H h                | ھ                 | һ                | /h/                   |
| Ц ц                   | цэ             | C c                | C c                | ﮃ                 | ц                | /ts/                  |
| ЦӀ цӀ                 | цӀа            | Ċ ċ                | Ch ch              | ڗ                 | წ                | /tsʼ/                 |
| Ч ч                   | чэ             | Ç ç                | Č č                | چ                 | ч                | /tʃ/                  |
| ЧӀ чӀ                 | чӀа            | Ç̇ ç̇                | Čh čh              | ݗ                 | ჭ                | /tʃʼ/                 |
| Ш ш                   | ша             | Ş ş                | Š š                | ش                 | ш                | /ʃ/                   |
| Щ щ                   | ща             | Şç şç              | Šč šč              |                   |                  |                       |
| Ъ ъ                   | чӀогӀа хьаьрк  | '                  |                    |                   |                  | /ʔ/                   |
| Ы ы                   | ы              | i                  |                    |                   |                  |                       |
| Ь ь                   | кӀеда хьаьрк   |                    |                    |                   |                  |                       |
| Э э                   | э              | E e                | E e                | اە                |                  | /e/                   |
| Ю ю                   | ю              | Yu yu              | Ju ju              |                   |                  | /ju/                  |
| Юь юь                 | юь             | Yü yü              | Jü jü              |                   |                  | /jy/                  |
| Я я                   | я              | Ya ya              | Ja ja              |                   |                  | /ja/                  |
| Яь яь                 | яь             | Yä yä              | Jä jä              |                   |                  | /jæ/                  |
| Ӏ ӏ                   | Ӏа             | J j                | Y y                | ع                 | ꜧ                | /ʡ/, /ˤ/              |